# 玉环大酒店
28°08′02″N 121°13′52″E / 28.13396°N 121.23118°E

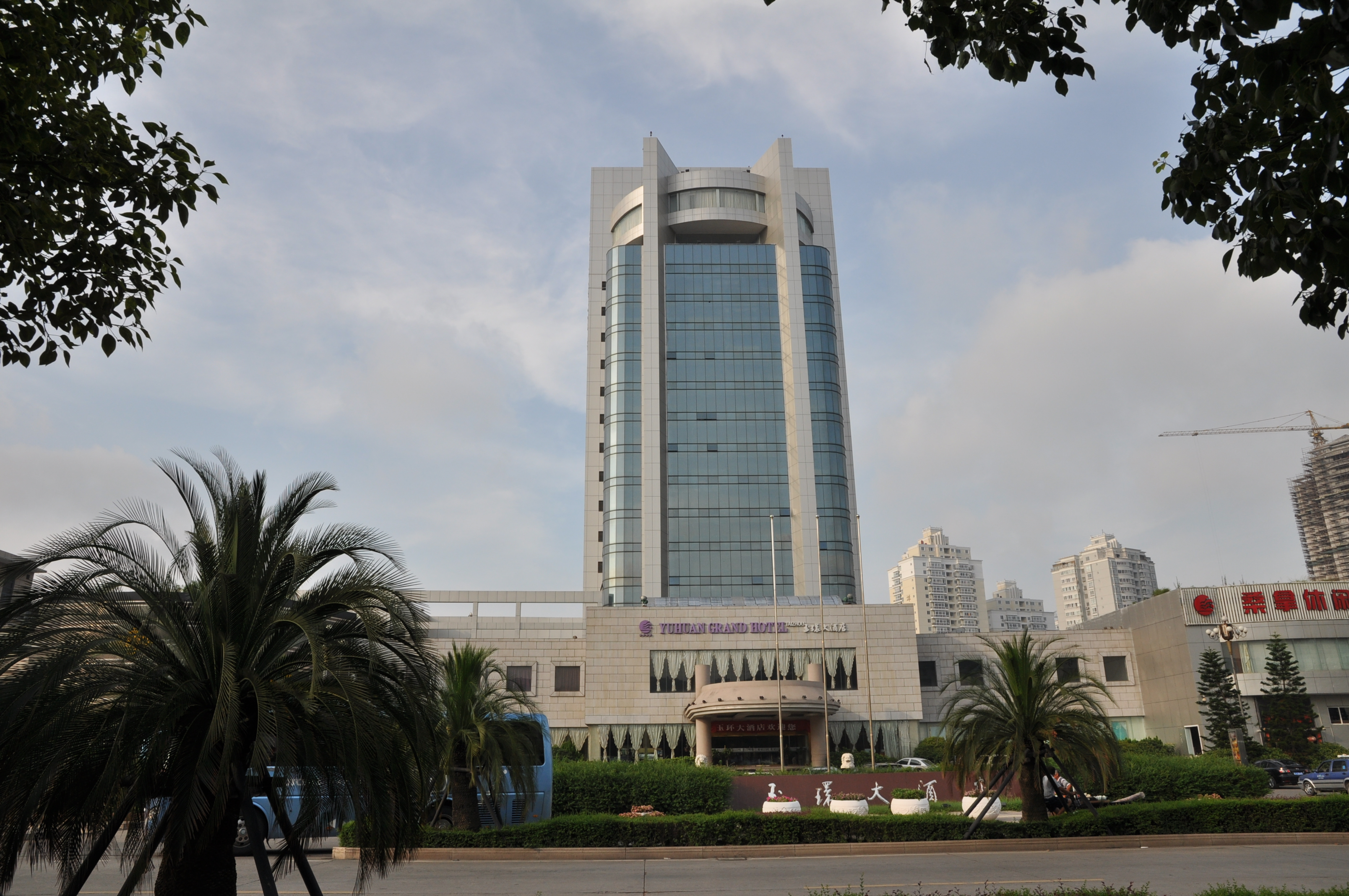
玉环大酒店外景

玉环大酒店，又名台州高速玉环大酒店，是中华人民共和国浙江省玉环市的坐标建筑之一，四星级酒店。

## 沿革
1994年，玉环县政府成立玉环县城建设委员会，专门负责城市建造，对玉环饭店进行拆迁，筹建玉环大酒店。1996年8月，玉环大酒店开业。占地面积2.2万平方米，主楼高20层，广场可停泊200多辆，设有各种规格客房260多间。1998年，台州高速公路建设开发股份有限公司收购玉环大酒店，更名为台州高速玉环大酒店。2006年，获得“浙江省绿色饭店”称号。